# تاريخ العصامية والجربعة (كتاب)

تاريخ العصامية والجربعة (محمد نعيم) 2021

تاريخ العصامية والجربعة: تأملات نقدية في الاجتماع السياسي الحديث  كتاب للكاتب المصري محمد نعيم  صدر في أكثر من 200 صفحة في يوليو 2021 عن مركز المحروسة للنشر والخدمات الصحفية والمعلومات.
كان محمد نعيم قد نشر في 2020 سلسلة منشورات طويلة على موقع فيسبوك بعنوان «تاريخ العصامية والجربعة» تحلل أنماطًا سلوكية في المجتمع المصري، ولاقت هذه السلسلة قبولًا كبيرًا، دفع الكاتب إلى تجميعها في كتاب.
شارك الكتاب في معرض القاهرة الدولي للكتاب في دورته 52 في الفترة من 30 يونيو إلى 15 يوليو 2021، كما وضعت «الفنار للإعلام» (مؤسسة غير ربحية مقرها لندن وتكرس جهودها لتعزيز التعليم على المستوى العالمي في العالم العربي). كتاب «تاريخ العصامية والجربعة» ضمن ترشيحات «الفنار» لأبرز إصدارات دور النشر العربية في 2021.

## محتوى الكتاب
جاء الكتاب في سبعة فصول تمثل ثلاثة موضوعات:
خصال صاحبت رحلة التحديث
يقوم الكاتب بتحليل لعدد من الظواهر التي تميز المجتمع المصري، وما قام به المجتمع من تخليق حزمة من القيم يستخدمها المصريين للتعايش في مجتمعهم، وفكرة العصامية، والتعامل مع جهاز الدولة «الميري»، وتطوير شكل الزراعة من فلاح أجير يخضع لضرائب الوالي، ثم تطوره لمالك للأرض وحتى التنكر لأصله القروي. وفكرة الحسد عند المصريين وارتباطها بثقافة التعايش ومحاولة الهروب من الفقر.
بعضا من ملامح تاريخ السيولة الاجتماعية في مصر
يقدم الكاتب نظرة لمحطات في التاريخ المصري الحديث: مرحلة الملكية في مصر، ثم مرحلة ثورة يوليو وخلقها لجمهورية من نوع خاص بعدم حضور حقيقي للشعب، وتأثير سنوات السادات على العقل الجمعي المصري، وسنوات مبارك الثلاثين والتحولات الاقتصادية والاجتماعية التي أدت إلى تأخر مصري كبير، ويتطرق لدخول المجتمع المصري لظاهرة الإنترنت وخلق إعلام جديد. يتحدث الكاتب أيضاً عن ثورة يناير وما أدت اليه من إظهار التناقضات في علاقة المجتمع بالدولة. يبحث الكاتب أيضاً في الصحوة الإسلامية في السبعينات، والهجرة للخليج وتأثيرها على المجتمع المصري، والإتجاه للتشبه بالحياة الأمريكية في السبعينات والثمانينات
أزمة إعادة التأسيس الاجتماعي والسياسي
يعمد الكاتب لتحليل الفترة التالية على ثورة يناير، ويراها الكاتب نهاية لعالم قديم يجب أن يعاد التفكير في كل شيء في مصر بعدها.
يتحدث الكاتب عن إعادة تأسيس الديمقراطية، وعما يراه من إهدار لقيم كثيرة سياسية واجتماعية، وتشكيك في الشعب والمجتمع. يتحدث أيضا عن الدولة الأمنية ونظرتها للمجتمع وتشكيكها له على إنه يهدد كيان الدولة، وأن أي محاولة للخروج على التوافق من كل الناس أو الفئات أو الاتجاهات السياسية يعد بمثابة تهديد للدولة.
يكتب محمد نعيم في فصل الختام:
«إتمام الجمهورية ليست عمليَة نظريةً أو صياغات متماسكةً لمبادئ تأسيسية؛ فما أحلى الصياغات وما أجمل ديباجات الدساتير، الجمهورية هي التجسيد المادي لممارسة سلطة الشعب وسيادته في أدقِ يوميات حياته وببساطة وأريحية؛ فالشعوب ليست مظاهرات كبيرة وبشرًا تكتظُّ في الميادين، ولا هم بطاقات اقتراع تُعد وتحصى في مواسم الانتخابات؛ فتلك مجرَد تعبيرات عن الإرادة الشعبية في لحظات بعينها، ولفترات بعينها، يمكن لها أن تتغير بين فترة وأخرى، فلا المظاهرة الكبرى لحظة تأسيس، ولا التصويت الإنتخابي تفويضًا على بياض، الشعوب توجد في حركتها الدائمة، ونشاطاتها الحية، في تنوُعاتها واختلافاتها. الشعب تجربة اجتماعية وسياسية مستمرَة، وليست مجرَدَ قِصةٍ مسطورة وحكاية مكتملة، ليس أزليا ولا أبديا، بل صراعات وتسويات وتوافقات مستمرَة بين أبناء جماعة بشرية اختارت طوعًا العيش معًا وفقًا لقواعد وقوانين تجعل من عيشها المشترك سببًا للسعادة والرضا والتقدّم. القواعد والقوانين تلك ليست أزليةً ولا أبدية هي الأخرى، بل موضوعًا دائمًا للإبداع والتطوير والمراجعة والتجاوز والخلق».

## نقد وتعليقات
كتبت أمنية خليل على موقع «المنصة» في 4 يوليو 2021: «اختار الكاتب محمد نعيم اسمًا صادمًا لكتابه الجديد؛ تاريخ العصامية والجربعة، ليترك قارئه للوهلة الأولى مرتبكًا... قرر تناول المجتمع المصري بتحليل سوسيولوجي وهو أمر غاب في أزمنة مختلفة عن أوساط المثقفين المصريين... فكرة الجيش ونظاميته وكيف أثر على المجتمع وتلاقيه وترقيه أو انحداره... إن جزءًا أصيلًا من نزعة محمد نعيم التحررية، وهو الباحث دائمًا عن التغيير، لا تنفصل عن هذه الرؤية النقدية لمجتمع يهمه ويشغله سياسيًا بشكل دائم... يعرّف الجربعة كعمليات متتالية في عمق التغيير المجتمعي تخص جانبين؛ أحدهما اقتصادي والآخر سياسي، الأول يعبر عنه من خلال سؤال الملكية حيث يقوم بالتعريف الأساسي للجربعة؛» التخلص من الفقر ووصمته«، وأرى أنه هنا يطرح سؤال فشخرة الملكية والتباهي بما لا نملكه، والتباهي بالملكية في حد ذاته فعل حقير بالتعريف بشكل اقتصادي وماركسي أيضًا. أما الجانب الثاني للجربعة فهو التماهي مع الفشل والهزيمة وهو فعل سياسي من الدرجة الأولى يضعه نعيم في سياقه التاريخي السياسي المصري... يلحظ الكتاب عدة ظواهر اجتماعية رافقت محطات سياسية هامة مثل أمركة المجتمع وكيف أصبح نمط الاستهلاك الرأسمالي المتأمرك عبئًا على جميع الأسر... تجاهل نعيم طوائف الحرف بتاريخها في التكوين الصميم للمجتمع المصري الحالي، لكني أتخيل أنه، وبمد الخط على استقامته، سنجد نكرانًا بين عصامية طوائف الحرف وتكوينها لمراكز وشخوص أبناء عائلاتها... أن كتاب تاريخ العصامية والجربعة نص ناتج عن صراع، ليس صراعًا هوياتيًا لدى الكاتب لكنه صراع في خضم سياساته يحمل غضبًا مما آلت إليه تلك الجمهورية، وغضبًا من أوضاع سياسية واقتصادية مستنزفة أدت إلى إنهيار مجتمعي، وغضبًا نابعًا من المسؤولية نحو ثورة هزمت».
وصف وائل لطفي على موقع صحيفة «الدستور» وعلى موقع «كتابات محمد نعيم» كتاب تاريخ العصامية والجربعة بأنه: «يحتوى على ميزة كبيرة وعلى عيب قاتل.. الميزة أنه تحليل اجتماعى مكتوب بلغة سلسة وهذا نادر.. والعيب أنه يرى الحقائق بنظارة الأيديولوجيا وهذا قاتل. ينتمي الكتاب لعلم» الاجتماع السياسي«، ويقدم له كاتبه بمقدمة من العامية المصرية لم أرَ لها داعيًا أو مبررًا سوى أنه يريد مجاراة أذواق الشباب أو يعتذر لهم عن الكتابة الرصينة التي قدمها في معظم فصول الكتاب»، يقرر الناقد أن الكاتب: «يرى الحقائق بنظارة المعارض السياسى وهذا يجعل بعض أحكامه غير موضوعية»، ولكنه يعود ليقرر أن الكاتب: «يقدم لمحات أخرى عن انبهار المصريين بنمط الحياة الأمريكي وإقدام أطفال الطبقات الموسرة على استهلاك منتجات مطاعم معينة» الهامبرجر«في حين أنه طعام الفقراء والأكثر فقرًا في أمريكا! وهو يقدم تحليلًا عن المجتمع المصرى بعد» ثورة يناير«لا يخلو من نظرة رومانسية وأيديولوجية أيضًا.. في كل الأحوال الكتاب يقدم محاولة جادة لقراءة المجتمع المصرى وعوامل صعود الطبقات الوسطى المصرية والتي يصفها بالعصامية وعوامل السقوط التي يصفها بالجربعة.. والأهم أنه يقدم فكرة مفتاحية لفهم رحلة المصريين العاديين خلال قرنين، وهى أنها رحلة الهروب من الفقر، مع رصد تجليات هذا في السلوكيات اليومية للمصريين، وهو بشكل عام كتاب يضيف جديدًا في وقت لم تعد فيه أغلب الكتب تضيف جديدًا يذكر ولا قديمًا يعاد».
كتب سيد محمود على موقع الشروق في 12 أكتوبر 2021 أن كتاب تاريخ العصامية والجربعة: «مبشرا بميلاد كاتب متميز من الكتاب الذين أظهرت مواقع التواصل الاجتماعى قدرتهم على إنتاج الأفكار، والتعبير عن الخيال السياسى الجديد الذي تبلور قبيل ثورة يناير... يسعى الكتاب إلى تأمل الأشياء والأفكار التي شكلت إرثنا الاجتماعى وأفكارنا... متوجه بالأساس للنظر في رحلة المجتمع المصرى... في ظنى أن أجمل ما في الكتاب يتعلق بالروح المتحررة التي يكتبه بها المؤلف، فهو يضرب بعمق في أسس الأفكار التي تربى عليها ويذهب بفضل خياله الجديد نحو إنتاج جدارية فكرية لامعة من جداريات النقد الثقافى وبطريقة تجعل كتابه أحد أذكى محاولات التعبير عن الخيال الجديد الذي يحتاج لوقفة متأملة ومتمهلة من قبل الباحثين المتخصصين في علم الاجتماع السياسى».
كتب شادي لويس على موقع المدن: "ينطلق الكتاب من قناعة بأن الاجتماع المشترك في مصر أصبح على المحك، بفعل الاعتداء المتواصل على ما تبقى من قيم الجمهورية التي ولدت مبتسرة ومؤجلة منذ لحظة التأسيس. وفي هذا تحدوه قناعة أخرى بأن ثورة يناير، تلك الهزة الكبرى، تفرض علينا طرح الأسئلة الكبرى بشجاعة، وتحتم مراجعة الإيديولوجيات المهيمنة والتابوهات الوطنية، والتأمل في جذورها... العصامية ونقيضها الجربعة، وغيرهما من أخلاقيات عامة، ليست فضائل روحية أو تربوية، بقدر ما هي نتاج عمليات سياسية واجتماعية طويلة ومتشابكة وعنيفة ومفعمة بالتناقضات... يقدم نعيم تحليلاً لأسباب اندلاع ثورة يناير ومقدماتها وما وصلت إليه، مؤكداً على أن أهم ما خلفته يناير، "لم يكن في ما طرحته، فهي لم تطرح بنفسها الكثير، لكن في الفراغ الذي كشفت عنه وسبّبته".
كتب محمد أبو الغيط على موقع «العربي الجديد» في 11 ديسمبر 2021: «يعدّد الكاتب طيفا واسعا من التجليات السياسية والاجتماعية للظاهرة، مثل تقديس النزعات الفردانية ورفض العمل الجماعي، واعتبار تمسّك أصحاب المبادئ بمبادئهم تعبيرا عن مثالية فارغة وغير عملية، واحتقار الثقافة ورفض كل تفكير مركّب بادّعاءات شعبوية عن ابتعاد هذه الأفكار عن» حقيقة الشعب«، واقتحام الحياة الخاصة للناس ... يقدم الكتاب أفكارا طازجة تتناسب مع عصرنا، وإن غاب عنه المزيد من الاتصال بين فصوله، وكذلك غابت أي أدوات رصد أكاديمي، مثل استطلاعات الرأي وسواها، لكنه أوضح في مقدّمته أنه لا يقدم كتابا أكاديميا، إنما يطرح ما هو أقرب إلى» ملاحظات طويلة«من واقع رصده».
جاء على موقع "أخبار اليوم في 12 يوليو 2021: "سادت الجربعة، ويقدم لها نعيم تعريفاً نستشفه على مدار صفحات الكتاب، وهو تباهي المرء بما لم يفعله ... تباهي الناس بصفات غير أصيلة لديهم".
يرى علي حسين العدوي على موقع «مدى مصر» أن محمد نعيم يقدم: «تأملات نقدية في السردية الرسمية المتعارف عليها، المستقرة في المتن والهامش، لتاريخ الحداثة المتعثرة في مصر، على مدار أكثر من قرنين، منذ أعقاب الحملة الفرنسية وحتى أعقاب ثورة يناير ... ما يميز قيمة كتاب مثل هذا، كونه ضمن الكتب التي لا تكتفي بتقديم نماذج تفسيرية معينة ومشروطة، لكنه يقترح منهجية وطريقة تفكير تساعدنا في محاولات فهم تمثلات المعاصر والحديث من منظورات مختلفة».
كتب موقع «الفنار للإعلام» في 24 ديسمبر 2021: «أهم ما يكشفه الكتاب عند قراءته في ظل السياق المحيط، هو التأكيد على الدور الفاعل الذي لعبه التعليم في تحقيق القفزات الكبرى في مجتمعنا».

## وصلات خارجية
https://www.al-fanarmedia.org/ar/ تاريخ العصامية والجربعة (كتاب)
https://www.goodreads.com/book/show/58407558 تاريخ العصامية والجربعة (كتاب)
suqolx.com/تاريخ-العصامية-و-الجربعة-محمد-نعيم-33 تاريخ العصامية والجربعة (كتاب)
https://www.youtube.com/watch?v=Cho73-KznFs تاريخ العصامية والجربعة (كتاب)